# Kiwimodel
Het kiwimodel is een Nieuw-Zeelands model voor terugbetaling van geneesmiddelen, waarbij de overheid openbare aanbestedingen uitschrijft. Alleen de prijs van het goedkoopste medicijn dat respectievelijk alle nodige werkzame bestanddelen bevat in een vergelijking tussen alle merkartikelen en dat redelijkerwijs het beoogde resultaat zal geven, wordt terugbetaald door de ziekteverzekering. In Nieuw-Zeeland is de overheidsinstantie PHARMAC verantwoordelijk voor de uitvoering.
Het model kan een aantal varianten hebben, naargelang welke geneesmiddelen in de aanbestedingen opgenomen worden. Het model is in België in 2004 veel geciteerd naar aanleiding van het boek De Cholesteroloorlog van arts en PVDA-politicus Dirk Van Duppen over de overdreven hoge prijzen van geneesmiddelen. In april 2005 werd een afgeslankte versie van het kiwimodel door het Belgische parlement aangenomen. De aanbesteding gebeurde alleen voor een aantal generische geneesmiddelen, zoals de anticonceptiepil.
De naam komt van het woord kiwi, een bijnaam voor Nieuw-Zeelanders, verwijzend naar de loopvogel die in Nieuw-Zeeland voorkomt.